# Западный шилоклювый медосос
Западный шилоклювый медосос (лат. Acanthorhynchus superciliosus) — вид воробьиных птиц из семейства медососовых (Meliphagidae). Распространён на юго-западе Западной Австралии.
Питается нектаром низкорастущих кустарников из родов: банксия (Banksia), дриандра (Dryandra), гревиллея (Grevillea), аденантос (Adenanthos) и вертикордия (Verticordia). Потомство выводит в сентябре — январе. Западный шилоклювый медосос строит гнездо из коры, веточек растений, пушка и паутины. Самка откладывает одно-два яйца.